# Plaza de Menéndez Pelayo (Madrid)
La plaza de Menéndez Pelayo es una plaza de Madrid situada en el campus de Ciudad Universitaria, en el distrito de Moncloa, en la que se encuentran varias facultades de humanidades y ciencias sociales y jurídicas de la Universidad Complutense de Madrid. Lleva el nombre del escritor, político y erudito español Marcelino Menéndez Pelayo.
En torno a la plaza se encuentran las facultades de Derecho, Filología y Filosofía. La Facultad de Geografía e Historia se halla detrás de la Facultad de Filología, en la calle del Profesor Aranguren. Además, bajo la zona baja de la plaza, construida a través de una ampliación en la primera década del siglo XXI, se encuentra la principal biblioteca de la Universidad Complutense de Madrid: la Biblioteca María Zambrano.

## Historia
La zona baja de la plaza fue inaugurada en septiembre de 2007.

## Urbanismo
La plaza se divide en dos espacios separados por un desnivel y conectados entre sí por una escalinata y un ascensor. La zona baja tiene 12 000 m² de superficie, de los que 2750 m² están decorados con plantas aromáticas.

## Transportes
Pasan por la plaza de Menéndez Pelayo las líneas de autobús urbano 82, F, G, N20 y U.